# Joseph Attamah
Joseph Attamah (ur. 22 maja 1994 w Akrze) – ghański piłkarz występujący na pozycji pomocnika w tureckim klubie Fatih Karagümrük, do którego jest wypożyczony z İstanbul Başakşehir.